# Trentino Volley 2022-2023
Questa voce raccoglie le informazioni riguardanti la Trentino Volley nelle competizioni ufficiali della stagione 2022-2023.

## Stagione
Nella stagione 2022-23 la Trentino Volley assume la denominazione sponsorizzata di Itas Trentino.
Disputa la Supercoppa italiana, conclusa al terzo posto dopo la sconfitta in semifinale contro la Sir Safety Perugia e la vittoria nella finale di consolazione ai danni del Modena.
Partecipa per la ventitreesima volta alla Superlega: chiude la regular season di campionato al secondo posto in classifica, qualificandosi per i play-off scudetto; vince il suo quinto scudetto battendo nella serie finale la Lube.
A seguito del sesto posto in classifica al termine del girone di andata, si qualifica per la Coppa Italia: arriva fino in finale, perdendo la gara contro la You Energy.
Grazie al secondo posto nella Champions League 2021-22, accede al campionato mondiale per club: superata la fase a gironi al primo posto nel proprio raggruppamento, vince la semifinale contro il Sada, ma perde la finale contro la Sir Safety Perugia.
I risultati ottenuti nella stagione 2021-22 consentono alla Trentino di disputare la Champions League; concluso il girone al primo posto, nella fase a eliminazione diretta perde la gara di andata dei quarti di finale contro lo ZAKSA, ma vince quella di ritorno: tuttavia è eliminata dalla competizione a seguito della sconfitta al golden set.

## Organigramma societario
Area direttiva
- Presidente: Bruno Da Re
- Vicepresidente: Mauro Poli
- Segreteria generale: Chiara Candotti
- Team manager: Riccardo Michieletto
- Responsabile logistica: Giuseppe Borgono, Matteo Daldoss
- Responsabile palasport: Antonio Brentari

Area tecnica
- Allenatore: Angelo Lorenzetti
- Allenatore in seconda: Francesco Petrella
- Scout man: Fabio Dalla Fina
- Responsabile settore giovanile: Francesco Conci, Riccardo Michieletto

Area comunicazione
- Addetto stampa: Francesco Segala
- Speaker: Gabriele Biancardi
- Fotografo: Marco Trabalza

Area marketing
- Responsabile marketing: Sveva Camozzato, Marco Oberosler
- Area commerciale: Roberto Brughera, Cristina Giordano, Graziana Pisetta

Area sanitaria
- Medico: Mauro Bortoluzza
- Preparatore atletico: Lorenzo Barbieri
- Fisioterapista: Luca Pirani

## Rosa
| N° | Nome                   | Ruolo | Data di nascita   | Nazionalità sportiva |
| -- | ---------------------- | ----- | ----------------- | -------------------- |
| 1  | Matej Kazijski         | S     | 23 settembre 1984 | Bulgaria             |
| 2  | Gabriele Nelli         | O     | 4 dicembre 1993   | Italia               |
| 3  | Wout D'Heer            | C     | 26 aprile 2001    | Belgio               |
| 4  | Donovan Džavoronok     | S     | 23 luglio 1997    | Rep. Ceca            |
| 5  | Alessandro Michieletto | S     | 5 dicembre 2001   | Italia               |
| 6  | Riccardo Sbertoli      | P     | 23 maggio 1998    | Italia               |
| 7  | Oreste Cavuto          | S     | 5 dicembre 1996   | Italia               |
| 8  | Domenico Pace          | L     | 2 agosto 2000     | Italia               |
| 10 | Martin Berger          | C     | 3 aprile 2003     | Italia               |
| 11 | Niccolò Depalma        | P     | 9 novembre 2002   | Italia               |
| 13 | Gabriele Laurenzano    | L     | 12 giugno 2003    | Italia               |
| 15 | Daniele Lavia          | S     | 4 novembre 1999   | Italia               |
| 18 | Marko Podraščanin      | C     | 29 agosto 1987    | Serbia               |
| 20 | Srećko Lisinac         | C     | 17 maggio 1992    | Serbia               |

## Mercato
| Acquisti | Acquisti            | Acquisti         | Acquisti   |
| R.       | Nome                | da               | Modalità   |
| -------- | ------------------- | ---------------- | ---------- |
| C        | Martin Berger       | STS              | definitivo |
| S        | Donovan Džavoronok  | Shahdab Yazd     | definitivo |
| L        | Domenico Pace       | Lupi Santa Croce | definitivo |
| L        | Gabriele Laurenzano | Prisma Taranto   | definitivo |
| S        | Gabriele Nelli      | Callipo          | definitivo |

| Cessioni | Cessioni          | Cessioni      | Cessioni   |
| R.       | Nome              | a             | Modalità   |
| -------- | ----------------- | ------------- | ---------- |
| O        | Daniele Albergati | Folgore Massa | definitivo |
| L        | Carlo De Angelis  | Prata         | definitivo |
| O        | Giulio Pinali     | Emma Villas   | definitivo |
| P        | Lorenzo Sperotto  | Tricolore     | definitivo |
| L        | Julian Zenger     | Padova        | definitivo |

## Risultati

### Superlega

#### Girone di andata
| 1ª giornata - 2 ottobre 2022 PalaTrento, Trento         | Trentino           | 3 - 1 | Emma Villas        | 25-16, 25-21, 23-25, 25-17        |
| 2ª giornata - 8 ottobre 2022 PalaOlimpia, Verona        | Verona             | 3 - 2 | Trentino           | 23-25, 27-25, 25-20, 28-30, 17-15 |
| 3ª giornata - 16 ottobre 2022 PalaBanca, Piacenza       | You Energy         | 3 - 1 | Trentino           | 23-25, 25-18, 25-22, 25-22        |
| 4ª giornata - 23 ottobre 2022 PalaTrento, Trento        | Trentino           | 3 - 2 | Top Volley Latina  | 20-25, 25-18, 35-33, 21-25, 15-13 |
| 5ª giornata - 20 ottobre 2022 PalaTrento, Trento        | Trentino           | 2 - 3 | Lube               | 25-17, 25-20, 22-25, 30-32, 13-15 |
| 6ª giornata - 6 novembre 2022 Arena di Monza, Monza     | Milano             | 0 - 3 | Trentino           | 22-25, 20-25, 28-30               |
| 7ª giornata - 13 novembre 2022 PalaTrento, Trento       | Trentino           | 3 - 0 | Prisma Taranto     | 25-17, 25-21, 25-17               |
| 8ª giornata - 20 novembre 2022 PalaEvangelisti, Perugia | Sir Safety Perugia | 3 - 1 | Trentino           | 22-25, 25-19, 27-25, 25-13        |
| 9ª giornata - 26 novembre 2022 PalaTrento, Trento       | Trentino           | 1 - 3 | Powervolley Milano | 20-25, 25-21, 15-25, 22-25        |
| 10ª giornata - 3 dicembre 2022 PalaTrento, Trento       | Trentino           | 3 - 0 | Padova             | 25-15, 25-16, 25-21               |
| 11ª giornata - 26 ottobre 2022 PalaPanini, Modena       | Modena             | 1 - 3 | Trentino           | 21-25, 21-25, 27-25, 20-25        |

#### Girone di ritorno
| 12ª giornata - 18 dicembre 2022 PalaMensSana, Siena                       | Emma Villas        | 0 - 3 | Trentino           | 18-25, 13-25, 17-25               |
| 13ª giornata - 26 dicembre 2022 PalaTrento, Trento                        | Trentino           | 3 - 0 | Verona             | 25-13, 25-13, 25-16               |
| 14ª giornata - 8 gennaio 2023 PalaTrento, Trento                          | Trentino           | 1 - 3 | You Energy         | 22-25, 25-19, 19-25, 21-25        |
| 15ª giornata - 15 gennaio 2023 Palazzetto dello Sport, Cisterna di Latina | Top Volley Latina  | 3 - 2 | Trentino           | 25-21, 25-22, 24-26, 35-37, 15-13 |
| 16ª giornata - 21 gennaio 2023 PalaCivitanova, Civitanova Marche          | Lube               | 1 - 3 | Trentino           | 19-25, 25-22, 19-25, 18-25        |
| 17ª giornata - 29 gennaio 2023 PalaTrento, Trento                         | Trentino           | 3 - 0 | Milano             | 25-15, 25-18, 30-28               |
| 18ª giornata - 5 febbraio 2023 PalaMazzola, Taranto                       | Prisma Taranto     | 0 - 3 | Trentino           | 24-26, 26-28, 22-25               |
| 19ª giornata - 12 febbraio 2023 PalaTrento, Trento                        | Trentino           | 2 - 3 | Sir Safety Perugia | 25-19, 18-25, 22-25, 25-23, 11-15 |
| 20ª giornata - 19 febbraio 2023 Palalido, Milano                          | Powervolley Milano | 2 - 3 | Trentino           | 25-22, 26-24, 23-25, 24-26, 8-15  |
| 21ª giornata - 5 marzo 2023 PalaSanLazzaro, Padova                        | Padova             | 1 - 3 | Trentino           | 27-25, 22-25, 21-25, 27-29        |
| 22ª giornata - 12 marzo 2023 PalaTrento, Trento                           | Trentino           | 3 - 0 | Modena             | 25-18, 25-20, 25-22               |

#### Play-off scudetto
| Quarti di finale (gara 1) - 19 marzo 2023 PalaTrento, Trento       | Trentino   | 3 - 2 | Milano     | 25-16, 25-21, 13-25, 18-25, 15-13 |
| Quarti di finale (gara 2) - 22 marzo 2023 Arena di Monza, Monza    | Milano     | 3 - 1 | Trentino   | 25-21, 25-16, 23-25, 25-18        |
| Quarti di finale (gara 3) - 25 marzo 2023 PalaTrento, Trento       | Trentino   | 3 - 1 | Milano     | 22-25, 25-18, 25-19, 25-19        |
| Quarti di finale (gara 4) - 2 aprile 2023 Arena di Monza, Monza    | Milano     | 0 - 3 | Trentino   | 22-25, 20-25, 19-25               |
| Semifinali (gara 1) - 13 aprile 2023 PalaTrento, Trento            | Trentino   | 3 - 0 | You Energy | 25-23, 25-22, 25-18               |
| Semifinali (gara 2) - 16 aprile 2023 PalaBanca, Piacenza           | You Energy | 1 - 3 | Trentino   | 19-25, 22-25, 25-20, 20-25        |
| Semifinali (gara 3) - 19 aprile 2023 PalaTrento, Trento            | Trentino   | 0 - 3 | You Energy | 23-25, 22-25, 20-25               |
| Semifinali (gara 4) - 22 aprile 2023 PalaBanca, Piacenza           | You Energy | 3 - 0 | Trentino   | 25-21, 25-23, 25-23               |
| Semifinali (gara 5) - 25 aprile 2023 PalaTrento, Trento            | Trentino   | 3 - 1 | You Energy | 18-25, 25-20, 25-17, 25-19        |
| Finale (gara 1) - 1º maggio 2023 PalaTrento, Trento                | Trentino   | 3 - 1 | Lube       | 25-23, 23-25, 25-23, 25-17        |
| Finale (gara 2) - 4 maggio 2023 PalaCivitanova, Civitanova Marche  | Lube       | 3 - 2 | Trentino   | 25-21, 25-15, 19-25, 23-25, 17-15 |
| Finale (gara 3) - 7 maggio 2023 PalaTrento, Trento                 | Trentino   | 3 - 0 | Lube       | 25-17, 25-20, 25-16               |
| Finale (gara 4) - 12 maggio 2023 PalaCivitanova, Civitanova Marche | Lube       | 3 - 1 | Trentino   | 25-18, 27-25, 20-25, 25-16        |
| Finale (gara 5) - 17 maggio 2023 PalaTrento, Trento                | Trentino   | 3 - 0 | Lube       | 25-20, 25-20, 25-19               |

### Coppa Italia
| Quarti di finale - 28 dicembre 2022 PalaPanini, Modena  | Modena     | 1 - 3 | Trentino           | 25-17, 26-28, 22-25, 20-25       |
| Semifinale - 25 febbraio 2023 Palazzo dello Sport, Roma | Trentino   | 3 - 2 | Powervolley Milano | 33-35, 22-25, 25-19, 25-16, 15-9 |
| Finale - 26 febbraio 2023 Palazzo dello Sport, Roma     | You Energy | 3 - 0 | Trentino           | 25-22, 25-17, 25-23              |

### Supercoppa italiana
| Semifinale - 31 ottobre 2022 PalaPirastu, Cagliari       | Sir Safety Perugia | 3 - 2 | Trentino | 23-25, 25-17, 25-22, 22-25, 15-7 |
| Finale 3º posto - 1º novembre 2022 PalaPirastu, Cagliari | Trentino           | 3 - 1 | Modena   | 25-14, 23-25, 33-31, 25-18       |

### Campionato mondiale per club

#### Fase a gironi
| 2ª Giornata - 8 dicembre 2022 Ginásio Divino Braga, Betim | Trentino | 3 - 1 | Paykan   | 25-20, 25-21, 25-27, 25-19 |
| 3ª Giornata - 9 dicembre 2022 Ginásio Divino Braga, Betim | Minas    | 0 - 3 | Trentino | 21-25, 23-25, 18-25        |

#### Fase a eliminazione diretta
| Semifinali - 10 dicembre 2022 Ginásio Divino Braga, Betim | Trentino           | 3 - 0 | Sada     | 25-13, 25-22, 25-17        |
| Finale - 11 dicembre 2021 Ginásio Divino Braga, Betim     | Sir Safety Perugia | 3 - 1 | Trentino | 20-25, 25-23, 27-25, 25-19 |

### Champions League

#### Fase a gironi
| 1ª Giornata - 10 novembre 2022 PalaTrento, Trento                 | Trentino    | 3 - 0 | Menen       | 25-16, 25-17, 25-12               |
| 2ª Giornata - 16 novembre 2022 Hala míčových sportu, Karlovy Vary | Karlovarsko | 1 - 3 | Trentino    | 19-25, 20-25, 25-21, 13-25        |
| 3ª Giornata - 29 novembre 2022 PalaTrento, Trento                 | Trentino    | 3 - 1 | ZAKSA       | 25-20, 17-25, 26-24, 25-23        |
| 4ª Giornata - 15 dicembre 2022 PalaTrento, Trento                 | Trentino    | 3 - 0 | Karlovarsko | 25-17, 25-15, 25-17               |
| 5ª Giornata - 11 gennaio 2023 Tomabelhal, Roeselare               | Menen       | 0 - 3 | Trentino    | 15-25, 19-25, 16-25               |
| 6ª Giornata - 25 gennaio 2023 Hala Azoty, Kędzierzyn-Koźle        | ZAKSA       | 2 - 3 | Trentino    | 25-17, 25-15, 18-25, 23-25, 12-15 |

#### Fase a eliminazione diretta
| Quarti di finale (andata) - 7 marzo 2023 Hala Azoty, Kędzierzyn-Koźle | ZAKSA    | 3 - 2 | Trentino | 25-22, 22-25, 22-25, 25-21, 15-10                  |
| Quarti di finale (ritorno) - 16 marzo 2023 PalaTrento, Trento         | Trentino | 3 - 2 | ZAKSA    | 25-19, 23-25, 27-29, 25-21, 15-12 Golden set: 9-15 |

## Statistiche

### Statistiche di squadra
| Competizione                 | Punti | In casa | In casa | In casa | In trasferta | In trasferta | In trasferta | Totale | Totale | Totale |
| Competizione                 | Punti | G       | V       | P       | G            | V            | P            | G      | V      | P      |
| ---------------------------- | ----- | ------- | ------- | ------- | ------------ | ------------ | ------------ | ------ | ------ | ------ |
| Superlega                    | 44    | 19      | 14      | 5       | 17           | 9            | 8            | 36     | 23     | 13     |
| Coppa Italia                 | -     | 0       | 0       | 0       | 1            | 1            | 0            | 3      | 2      | 1      |
| Supercoppa italiana          | -     | -       | -       | -       | -            | -            | -            | 2      | 1      | 1      |
| Campionato mondiale per club | 6     | -       | -       | -       | -            | -            | -            | 4      | 3      | 1      |
| Champions League             | 17    | 4       | 4       | 0       | 4            | 3            | 1            | 8      | 7      | 1      |
| Totale                       | -     | 23      | 18      | 5       | 22           | 13           | 9            | 53     | 36     | 17     |

G = partite giocate; V = partite vinte; P = partite perse

### Statistiche dei giocatori
| Giocatore      | Superlega | Superlega | Superlega | Superlega | Superlega | Coppa Italia | Coppa Italia | Coppa Italia | Coppa Italia | Coppa Italia | Supercoppa italiana | Supercoppa italiana | Supercoppa italiana | Supercoppa italiana | Supercoppa italiana | Campionato mondiale per club | Campionato mondiale per club | Campionato mondiale per club | Campionato mondiale per club | Campionato mondiale per club | Champions League | Champions League | Champions League | Champions League | Champions League | Totale | Totale | Totale | Totale | Totale |
| Giocatore      | P         | PT        | AV        | MV        | BV        | P            | PT           | AV           | MV           | BV           | P                   | PT                  | AV                  | MV                  | BV                  | P                            | PT                           | AV                           | MV                           | BV                           | P                | PT               | AV               | MV               | BV               | P      | PT     | AV     | MV     | BV     |
| -------------- | --------- | --------- | --------- | --------- | --------- | ------------ | ------------ | ------------ | ------------ | ------------ | ------------------- | ------------------- | ------------------- | ------------------- | ------------------- | ---------------------------- | ---------------------------- | ---------------------------- | ---------------------------- | ---------------------------- | ---------------- | ---------------- | ---------------- | ---------------- | ---------------- | ------ | ------ | ------ | ------ | ------ |
| M. Berger      | 1         | 0         | 0         | 0         | 0         | 0            | 0            | 0            | 0            | 0            | 1                   | 0                   | 0                   | 0                   | 0                   | 0                            | 0                            | 0                            | 0                            | 0                            | 2                | 1                | 1                | 0                | 0                | 4      | 1      | 1      | 0      | 0      |
| O. Cavuto      | 13        | 11        | 7         | 2         | 2         | 0            | 0            | 0            | 0            | 0            | 1                   | 17                  | 14                  | 2                   | 1                   | 2                            | 0                            | 0                            | 0                            | 0                            | 1                | 0                | 0                | 0                | 0                | 17     | 28     | 21     | 4      | 3      |
| W. D'Heer      | 24        | 62        | 35        | 16        | 11        | 2            | 5            | 3            | 2            | 0            | 2                   | 9                   | 6                   | 2                   | 1                   | 2                            | 0                            | 0                            | 0                            | 0                            | 6                | 14               | 7                | 6                | 1                | 36     | 80     | 51     | 26     | 13     |
| N. Depalma     | 2         | 3         | 2         | 0         | 1         | 0            | 0            | 0            | 0            | 0            | 0                   | 0                   | 0                   | 0                   | 0                   | 0                            | 0                            | 0                            | 0                            | 0                            | 1                | 1                | 0                | 1                | 0                | 3      | 4      | 2      | 1      | 1      |
| D. Džavoronok  | 33        | 89        | 72        | 6         | 11        | 3            | 2            | 2            | 0            | 0            | 2                   | 19                  | 17                  | 2                   | 0                   | 3                            | 4                            | 4                            | 0                            | 0                            | 8                | 59               | 52               | 4                | 3                | 49     | 173    | 147    | 12     | 14     |
| M. Kazijski    | 36        | 567       | 474       | 34        | 59        | 3            | 70           | 61           | 4            | 5            | 1                   | 23                  | 18                  | 0                   | 5                   | 4                            | 58                           | 48                           | 2                            | 8                            | 5                | 88               | 75               | 4                | 9                | 49     | 806    | 676    | 44     | 86     |
| G. Laurenzano  | 36        | 0         | 0         | 0         | 0         | 3            | 0            | 0            | 0            | 0            | 2                   | 0                   | 0                   | 0                   | 0                   | 4                            | 0                            | 0                            | 0                            | 0                            | 7                | 0                | 0                | 0                | 0                | 52     | 0      | 0      | 0      | 0      |
| D. Lavia       | 36        | 419       | 360       | 37        | 22        | 3            | 31           | 29           | 2            | 0            | 2                   | 9                   | 9                   | 0                   | 0                   | 4                            | 46                           | 37                           | 6                            | 3                            | 6                | 86               | 70               | 9                | 7                | 51     | 591    | 505    | 54     | 32     |
| S. Lisinac     | 28        | 244       | 156       | 66        | 22        | 3            | 8            | 5            | 3            | 0            | 2                   | 8                   | 6                   | 2                   | 0                   | 4                            | 30                           | 23                           | 5                            | 2                            | 7                | 65               | 50               | 9                | 6                | 44     | 355    | 240    | 85     | 30     |
| A. Michieletto | 35        | 527       | 437       | 48        | 42        | 3            | 42           | 34           | 2            | 6            | 1                   | 18                  | 16                  | 1                   | 1                   | 4                            | 61                           | 45                           | 5                            | 11                           | 7                | 113              | 92               | 8                | 13               | 50     | 761    | 624    | 64     | 73     |
| G.Nelli        | 33        | 29        | 17        | 2         | 10        | 3            | 2            | 0            | 0            | 2            | 2                   | 26                  | 20                  | 2                   | 4                   | 4                            | 0                            | 0                            | 0                            | 0                            | 8                | 50               | 36               | 7                | 7                | 50     | 107    | 73     | 11     | 23     |
| D. Pace        | 13        | 0         | 0         | 0         | 0         | 1            | 0            | 0            | 0            | 0            | 2                   | 1                   | 1                   | 0                   | 0                   | 0                            | 0                            | 0                            | 0                            | 0                            | 4                | 0                | 0                | 0                | 0                | 20     | 1      | 1      | 0      | 0      |
| M. Podraščanin | 35        | 264       | 164       | 81        | 19        | 3            | 21           | 13           | 8            | 0            | 2                   | 9                   | 7                   | 2                   | 0                   | 4                            | 35                           | 20                           | 9                            | 6                            | 7                | 49               | 33               | 13               | 3                | 51     | 378    | 237    | 113    | 28     |
| R. Sbertoli    | 34        | 87        | 22        | 37        | 28        | 3            | 9            | 3            | 4            | 2            | 2                   | 11                  | 2                   | 5                   | 4                   | 4                            | 7                            | 2                            | 3                            | 2                            | 8                | 14               | 3                | 6                | 5                | 51     | 128    | 32     | 55     | 41     |

P = presenze; PT = punti totali; AV = attacchi vincenti; MV = muri vincenti; BV = battute vincenti